# Carnaval (film, 1931)
Pour les articles homonymes, voir Carnaval (homonymie).
Pour plus de détails, voir Fiche technique et Distribution.
Carnaval (Dance Pretty Lady) est un film britannique d'Anthony Asquith sorti en 1931.

## Synopsis
Une jeune danseuse de ballet tombe amoureuse d'un riche artiste, mais ses amours sont contrariées par le poids des conventions de l'époque édouardienne.

## Fiche technique
- Titre original : Dance Pretty Lady
- Titre français : Carnaval
- Réalisation : Anthony Asquith
- Scénario : Anthony Asquith, d'après le roman Carnival de Compton Mackenzie
- Direction artistique : Ian Campbell-Gray
- Photographie : Jack Parker
- Son : Victor A. Peers, A. F. Birch
- Direction musicale : John Reynders
- Chorégraphie  : Frederick Ashton
- Production : H. Bruce Woolfe
- Société de production : British Instructional Films
- Société de distribution : Wardour Films
- Pays d'origine :  Royaume-Uni
- Langue originale : anglais
- Format : Noir et blanc  — 35 mm — 1,37:1 — son mono
- Genre : drame
- Durée : 64 minutes
- Dates de sortie : 
  - Royaume-Uni : 10 décembre 1931 (Londres) ; 27 juin 1932 (sortie nationale)
  - France : 24 mai 1935

## Distribution
- Ann Casson : Jenny Pearl
- Carl Harbord : Maurice Avery
- Michael Hogan (en) : Castleton
- Moore Marriott : M. Raeburn
- Flora Robson : Mme Raeburn
- Leonard Brett : Alf
- Norman Claridge : Jack Danby
- Sunday Wilshin : Irene
- René Ray : Elsie
- Eva Llewellyn : Tante Mabel
- Marie Rambert
- Wendy Toye
- Alban Conway
- Hermione Gingold

## Autour du film
- C'est le dernier film d'Anthony Asquith avec British Instructional Films, qui devait être absorbée par British International Pictures à la démarche plus commerciale[1].